# Ponte dell'isola Russkij
Il ponte dell'isola Russkij (in russo: Русский мост, in inglese: Russki Island Bridge, conosciuto in italiano anche come "Nuovo ponte di Vladivostok") è un ponte sullo stretto del Bosforo orientale (Russia), costruito in occasione dell'incontro della Asia-Pacific Economic Cooperation (APEC) tenutosi a Vladivostok nel 2012. Il ponte collega la parte continentale della città (sulla penisola di Nazimov) con l'isola Russkij, dove le attività principali del summit ebbero luogo. Il ponte è stato completato nel luglio 2012 ed inaugurato dal Primo Ministro russo Dmitrij Medvedev. Il 3 settembre 2012 il ponte è stato battezzato ufficialmente con il suo nome odierno.

## Panoramica
Il ponte per l'isola Russkij è il ponte strallato con la maggiore lunghezza della campata centrale al mondo (1104 m).
Il ponte ha stabilito anche il secondo record di altezza dei piloni, dopo il viadotto di Millau, e quello per gli stralli più lunghi.
Il disegno del ponte di attraversamento è stato determinato sulla base di due fattori principali:
- la più breve distanza (1460 m) tra le coste connesse dal ponte e la profondità del canale navigabile, che arriva fino a 50 m.
- la località che è caratterizzata da condizioni climatiche estremamente variabili: nel corso dell'anno le temperature passano infatti da −31 °C a +37 °C e la velocità del vento arriva fino a 36 m/s, mentre l'altezza delle onde raggiunge i 6 m; infine la formazione di ghiaccio invernale può raggiungere uno spessore massimo di circa 70 cm.

## Specifiche tecniche

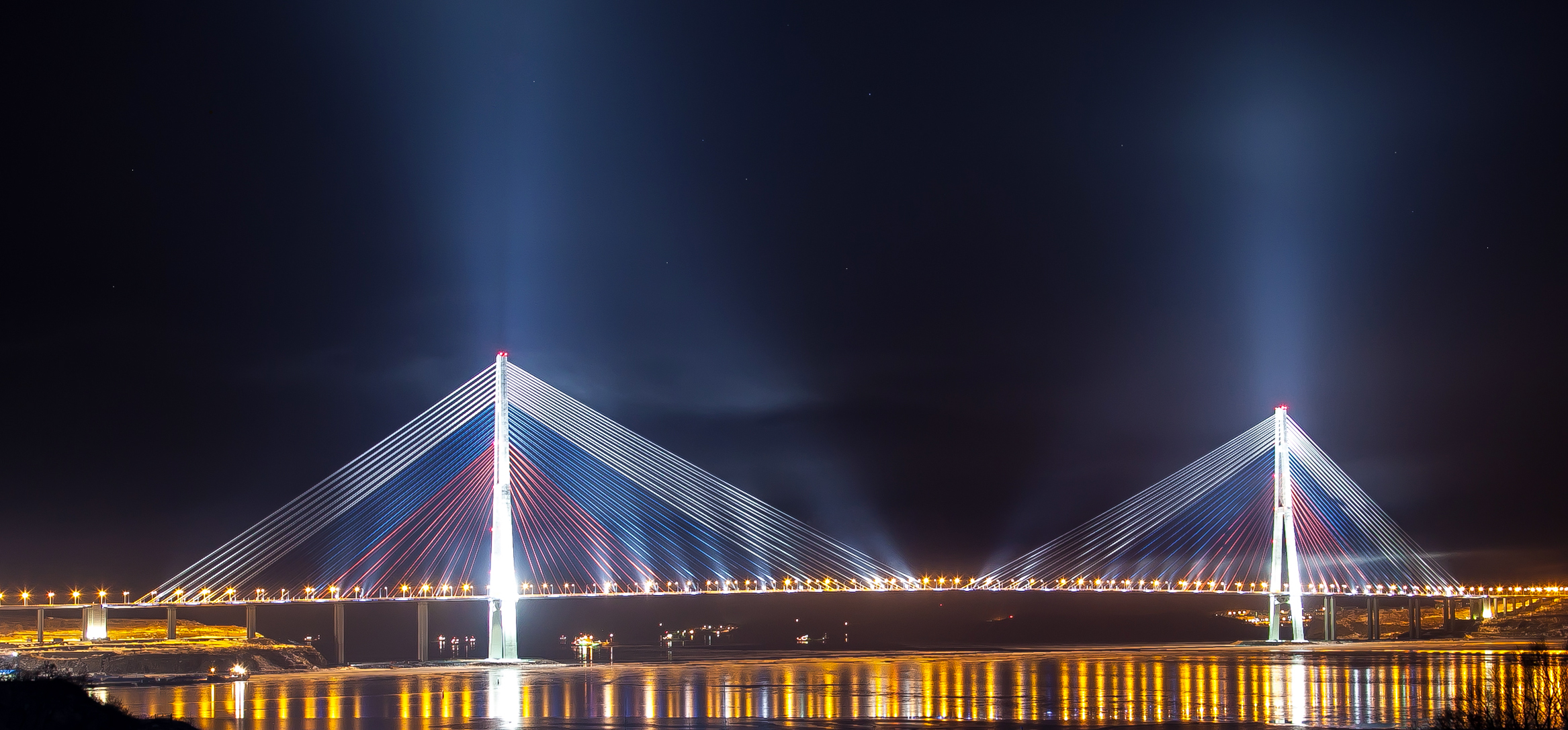
Completamento del Ponte dell'isola Ruskij (2013)

Ponte ingombro: 60 +72 +3 x84 1104 +3 x84 +72 +60 m
- Lunghezza totale ponte: 1.885,53 m
- Lunghezza totale incl. cavalletti: 3100 m
- Lunghezza della luce della campata centrale: 1104 m
- Larghezza ponte: 29,5 m
- Larghezza carreggiata: 23,8 m
- Numero di corsie di marcia: 4 (due per ogni direzione)
- Altezza del ponte dal suolo: 70 m
- Numero di piloni: 2
- Altezza piloni: 320,9 m
- Numero dei cavi (stralli): 168
- Lunghezza del cavo più lungo / più breve: 579,83 / 135,771 m

## Critiche
La costruzione del ponte e i relativi costi sono ampiamente criticate dall'opposizione politica russa. Nel gennaio 2007, l'allora presidente della Russia Vladimir Putin annunciò il progetto di realizzare un vertice internazionale a Vladivostok, e che sarebbero stati necessari almeno 100 miliardi di rubli per preparare la città (budget superiore di tre volte al PIL della regione del Territorio del Litorale nel suo complesso). Nel 2012, i costi di costruzione del ponte dell'isola Russkij sono stati stimati in oltre un miliardo di dollari statunitensi, mentre la capacità di transito del ponte è pari a 50.000 veicoli al giorno (il che appare non proporzionato alla popolazione residente sull'isola, pari a 5.000 persone). Ulteriori critiche anche per il fatto che la strada asfaltata, durante il primo anno dopo la costruzione, terminava in un vicolo cieco appena oltre il ponte, mentre i residenti locali che vivono dall'altra parte dell'isola non hanno neppure possibilità di accesso a telefoni, illuminazione pubblica o acqua corrente. La sproporzionata opera è stata definita un white elephant, appellativo anglo-sassone che viene dato a imponenti progetti i cui eccessivi costi di realizzazione e gestione non siano compensati dai benefici che ne derivano.